# Аль-Вахда (гидроэлектростанция)
ГЭС Аль-Вахда расположена на реке Уэрта в провинции Сиди-Касем в Марокко. Проектированием гидроузла занимался ОАО «Институт Гидропроект» (Россия, Москва). На ГЭС установлены три гидрогенератора мощностью 82,6 МВт. Гидрогенераторы разработаны и изготовлены на ОАО «Уралэлектротяжмаш» (Россия, Екатеринбург). Общая мощность ГЭС — 248 МВт. Строительство закончилось в 1998 году.